# La Vie Electronique 6
La Vie Electronique 6 (LVE6) is een muziekalbum van Klaus Schulze, dat in 2010 voor de eerste keer als aparte set werd uitgegeven. Het bevat zowel live-opnamen, af en toe is publiek te horen, als studio-opnamen.
Schulze had in de jaren 70 zoveel inspiratie dat hij lang niet al zijn muziek kwijt kon in de reguliere uitgaven die toen via Virgin Records uitkwamen. Daarbij is zijn stijl in de afgelopen decennia nauwelijks gewijzigd, alhoewel de albums met zangeres Lisa Gerrard, die rond 2008 verschenen, een donkerder geluid laten horen. LVE6 laat live/studio-opnamen horen uit het tijdperk, dat digitale toetsinstrumenten (nog) niet voorhanden waren en er gewerkt moest worden met de voorlopers van de synthesizer en de synthesizers zelf. Klaus Schulze zat tijdens concerten bijna geheel ingebouwd in de elektronische apparatuur. Delen van de opnamen van LVE6 waren eerder uitgegeven in de Jubilee Edition en The Ultimate Collection die in de jaren 90 verschenen, maar inmiddels uitverkocht zijn.
Volgens Schulzes gebruik in die jaren zijn het dus relatief lange stukken.

## Musici
- Klaus Schulze – synthesizers, elektronica

## Muziek
| Nr. | Titel | opnamen         | Duur  |
| --- | --- | --------------- | ----- |
| 1.  | The other Oberhausen tape (A.C’est alors que Picasso; B.Picasso casse l’assiette; C. et s’en va en souriant) | Oberhausen 1976 | 22:03 |
| 4.  | Schwanensee I                                                                                                | Hambühren 1976  | 28:48 |
| 5.  | Schwanensee II                                                                                               | Hambühren 1976  | 21:00 |
| 6.  | Fear of Madame Tussaud’s                                                                                     | Londen 1977     | 6:23  |

| Nr. | Titel                                                                 | opnamen      | Duur  |
| --- | --------------------------------------------------------------------- | ------------ | ----- |
| 1.  | Zeitgeist (A. Zeit, B. Temps, C. Time, D. Geist, E.Brains, F. Esprit) | Brussel 1977 | 50:36 |
| 7.  | Inside the harlequin (A. Harlequin, B. Pulcinella)                    | Brussel 1977 | 26:18 |

| Nr. | Titel | opnamen           | Duur  |
| --- | --- | ----------------- | ----- |
| 1.  | La vie secrète (A. Les grains de beauté, B. Exercies spirituelles, C. Geist der Zeit, D. Siehe: es gibt Flügel, E. Der Narr, F. Terurn of love, G. Und Einsamkeit) | live 1977 of 1975 | 52:20 |
| 8.  | BarracudaDrum | Frankfurt 1978    | 6:47  |
| 9.  | There was greatness in the room | live 1979         | 8:31  |